# اوا ویتچکووا
اوا ویتچکووا (چکی: Eva Vítečková؛ زادهٔ ۲۶ ژانویهٔ ۱۹۸۲) بازیکن بسکتبال زن اهل جمهوری چک بود.
وی در مسابقات کشوری و بین‌المللی در مجموع برندهٔ ۱ مدال طلا، ۲ مدال نقره شده‌است.